# Os Sete Magníficos, Londres
Os Sete Magníficos (em inglês:  "Magnificent Seven") é um termo informal aplicado aos sete grandes cemitérios em Londres. Eles foram estabelecidos no século XIX, a fim de aliviar a superlotação dos cemitérios paroquiais.

## Contexto
Na primeira metade do século XIX a população de Londres mais que dobrou, passando de 1,0 a 2,3 milhões. Neste tempo todos os mortos em Londres eram sepultados em pequenos cemitérios paroquiais, que rapidamente tornaram-se perigosamente lotados, levando a matéria em decomposição a atingir o lençol d'água, causando com isso epidemias. Houve casos de sepulturas serem cavadas onde havia corpos em decomposição, e corpos sendo jogados diretamente no recém-construído sistema de esgoto.

## Os cemitérios
Em 1832 o parlamento aprovou uma lei encorajando a criação de cemitérios privados fora de Londres, aprovando depois uma lei fechando todos os cemitérios no interior de Londres para novos sepultamentos. Em uma década sete cemitérios foram criados:
- Cemitério de Kensal Green - 1832
- Cemitério de West Norwood - 1837
- Cemitério de Highgate - 1839
- Cemitério de Abney Park - 1840
- Cemitério de Nunhead - 1840
- Cemitério de Brompton - 1840
- Cemitério de Tower Hamlets - 1841

Em 1981 o historiador de arquitetura Hugh Meller denominou o grupo de cemitérios The Magnificent Seven, lembrando o filme de faroeste.